# 五条駅 (京都府)
五条駅（ごじょうえき）は、京都府京都市下京区大坂町にある、京都市営地下鉄烏丸線の駅。駅番号はK10。

## 歴史
- 1981年（昭和56年）5月29日：烏丸線の北大路 - 京都間の営業開始に際し開業する[1]。
- 2007年（平成19年）4月1日：ICカード「PiTaPa」の利用が可能となる[1]。
- 2010年（平成22年）4月[2]：駅名標の下に、近隣施設の名称（サン・クロレラ）が広告として付記される[3]。

## 駅構造
烏丸通と五条通が交差する交差点（烏丸五条）の地下にあり、ホームは島式1面2線である。改札口は南北1箇所ずつで、北改札のみ駅員が配備されている。ホームが烏丸五条交差点より南にあるため、1番2番出入り口からホームまでは少し遠い。
駅施設は五条通の地下を東西に通る共同溝を避けるため交差点の南寄りに位置しているほか、交差点北側の出入口からコンコースまでの通路にはこれを避けるための階段がある。なお、ホーム階は共同溝の下部に位置している。
トイレは南改札内にある。

### のりば
| のりば | 路線   | 方向 | 行先                                 |
| ------ | ------ | ---- | ------------------------------------ |
| 1      | 烏丸線 | 下り | 京都・竹田・近鉄奈良方面             |
| 2      | 烏丸線 | 上り | 四条・烏丸御池・北大路・国際会館方面 |

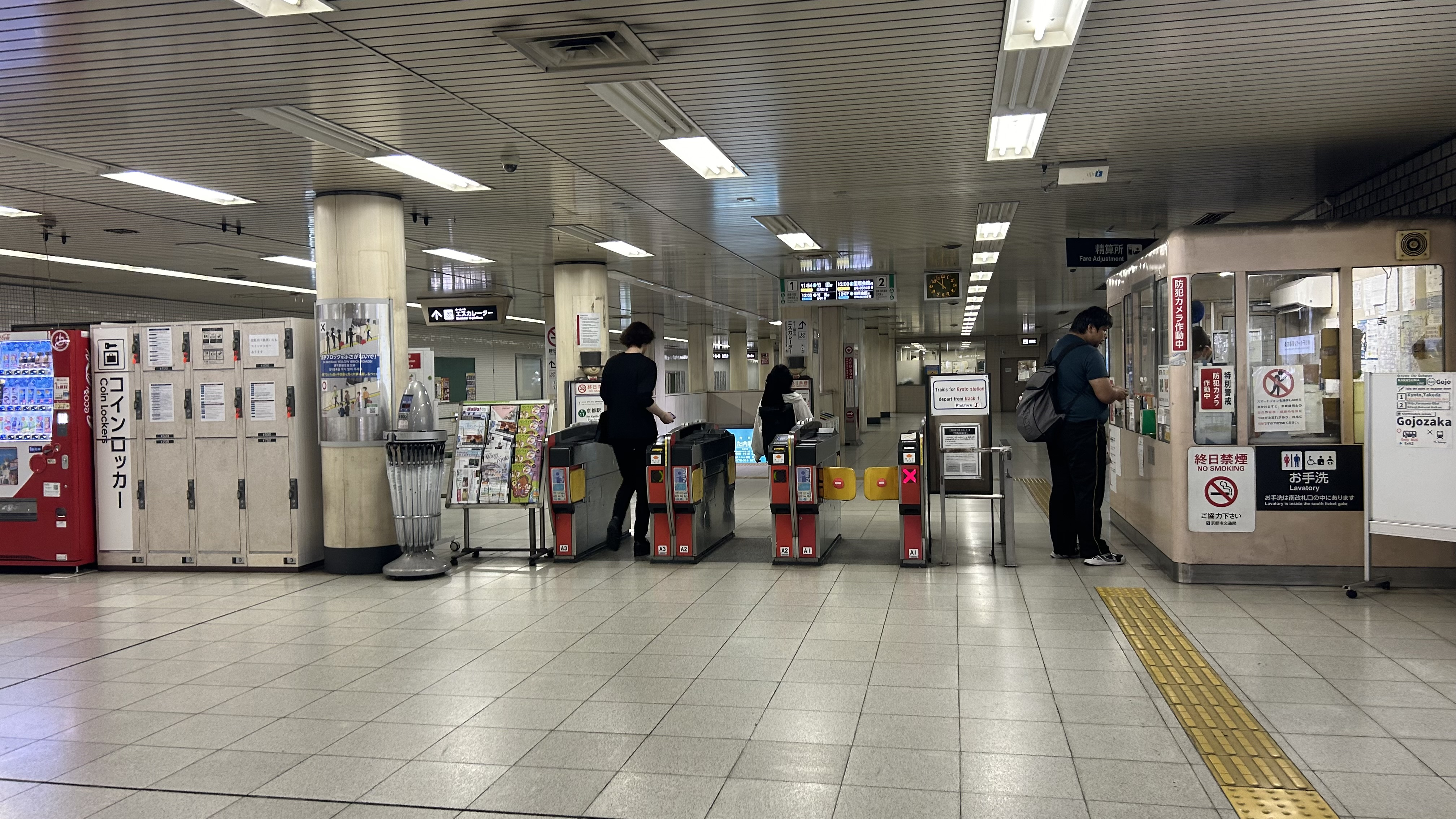
北改札口
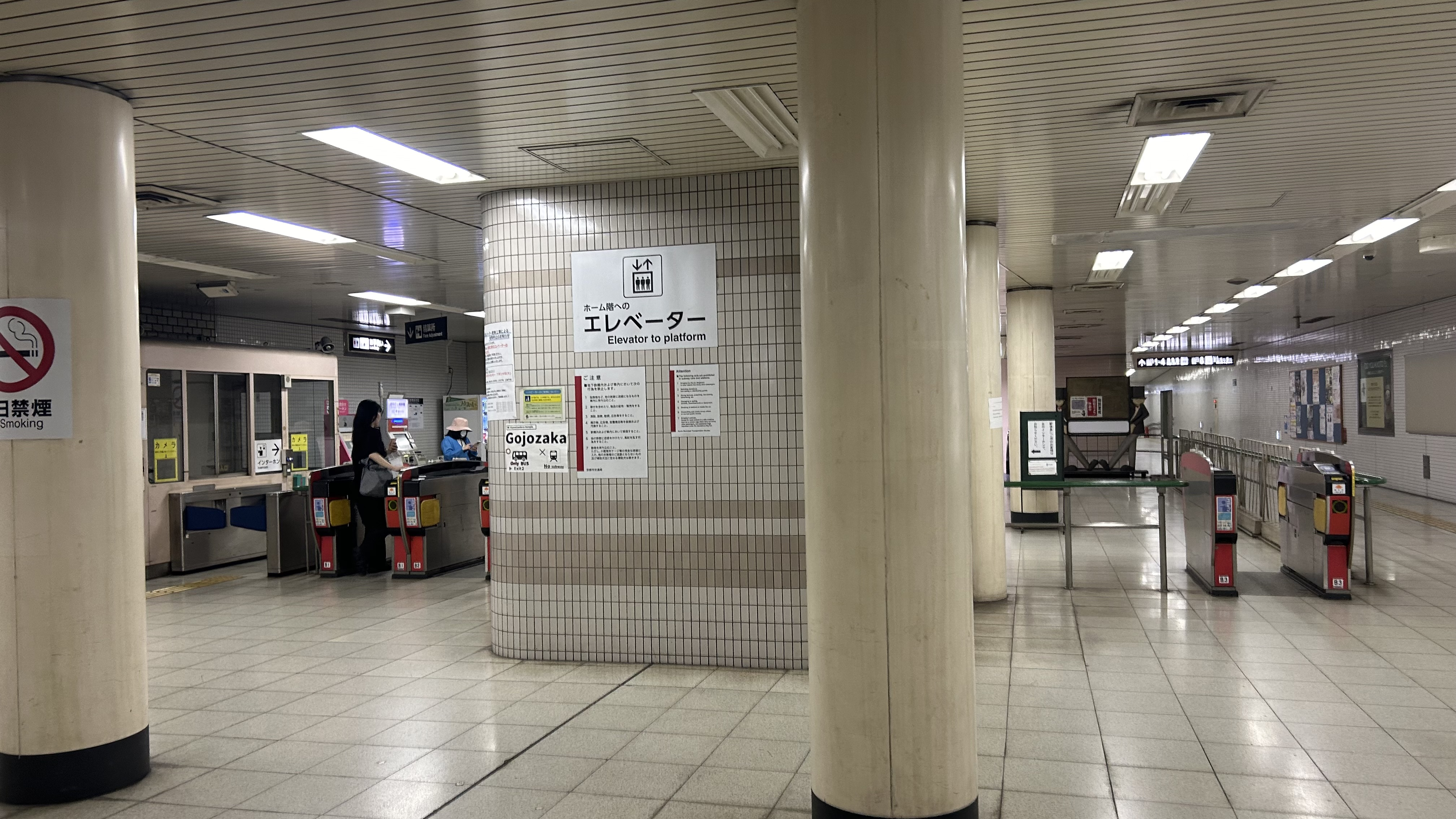
南改札口
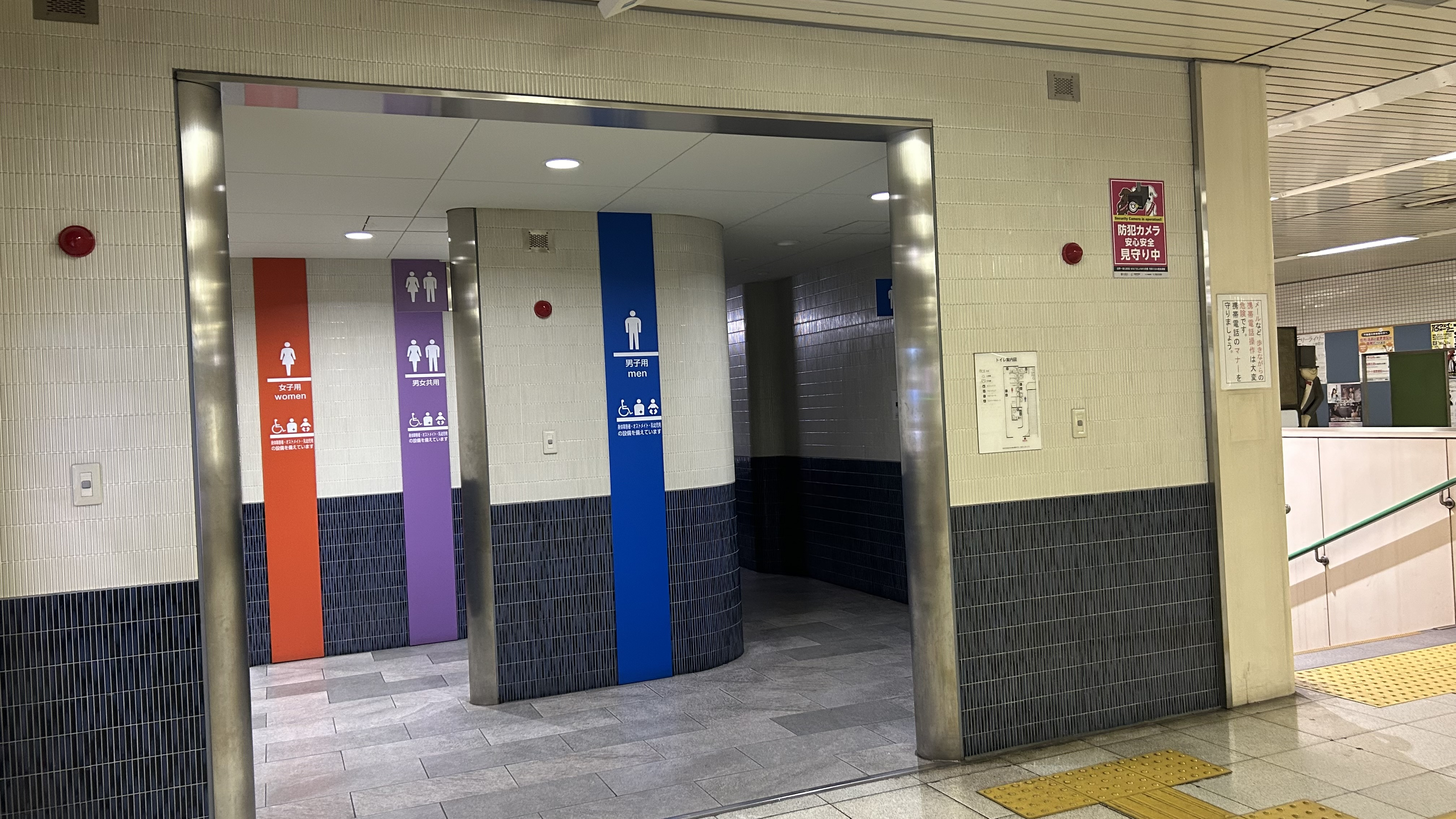
トイレ
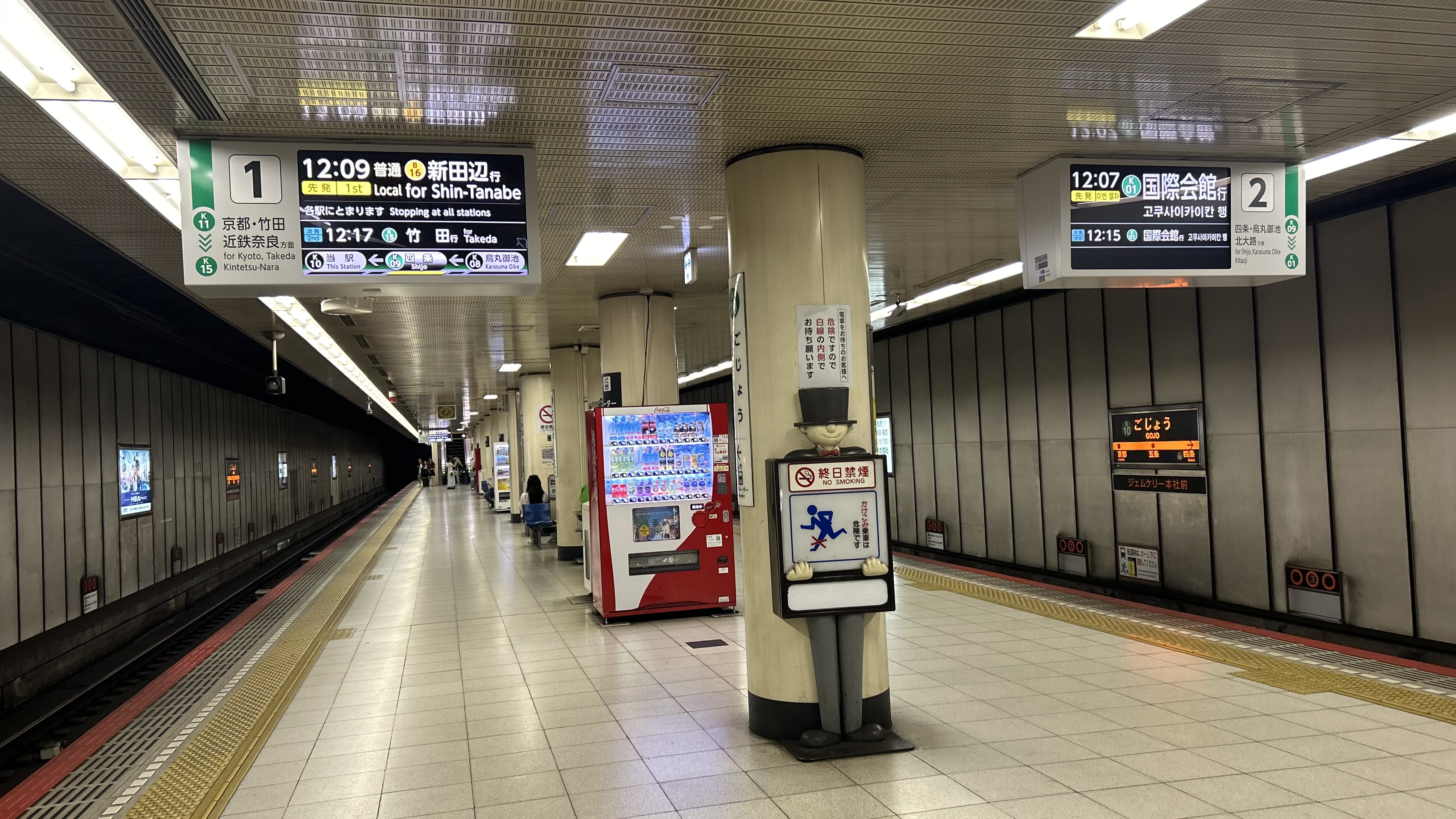
ホーム
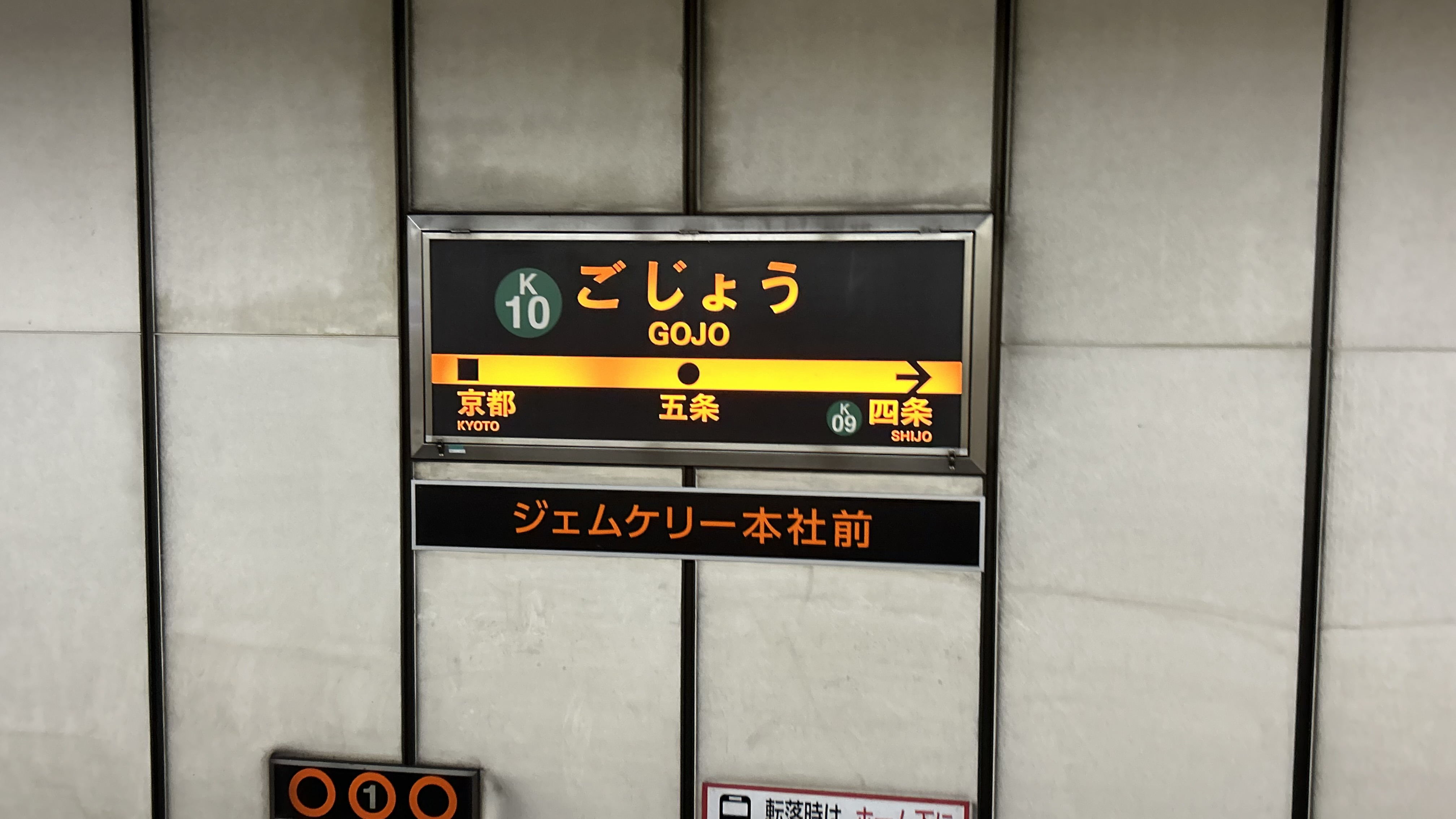
駅名標

### 出入口
| 出口番号 | 方角 | 出口周辺                          | 接続改札          | 備考             |
| -------- | ---- | --------------------------------- | ----------------- | ---------------- |
| 2        | 北西 | 京都市下京図書館・元両替町交番    | 北改札口          |                  |
| 1        | 北東 | 平等寺・長香寺                    | 北改札口          |                  |
| 4        | 南西 | -                                 | 北改札口          |                  |
| 3        | 南東 | 五条大橋・上徳寺                  | 北改札口          |                  |
| 6        | 西   | -                                 | 南改札口 北改札口 | エレベーターのみ |
| 5        | 北東 | ひと・まち交流館 京都・市比貴神社 | 南改札口          |                  |
| 8        | 北西 | 東本願寺・西本願寺                | 南改札口          |                  |

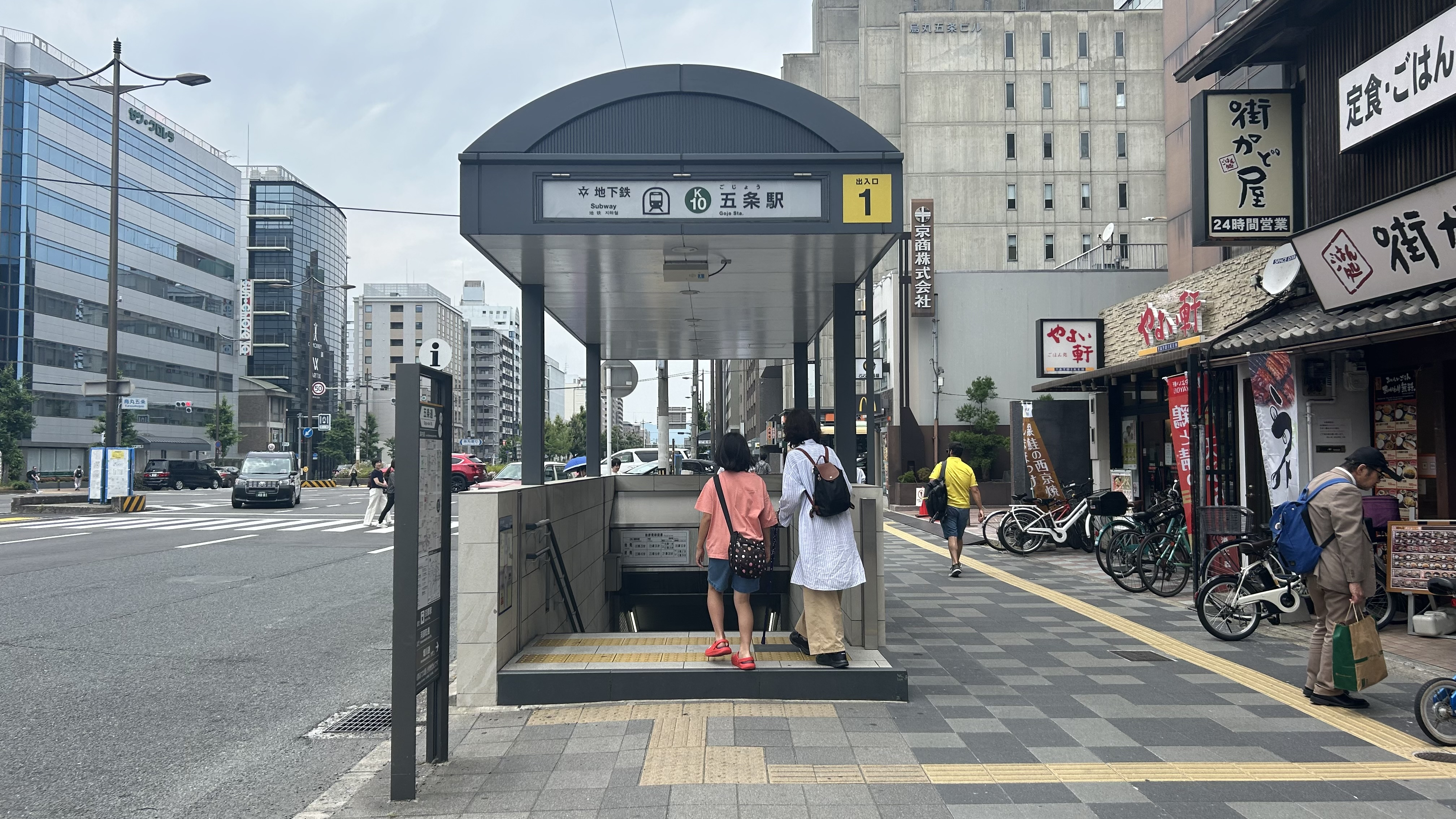
1番出入口
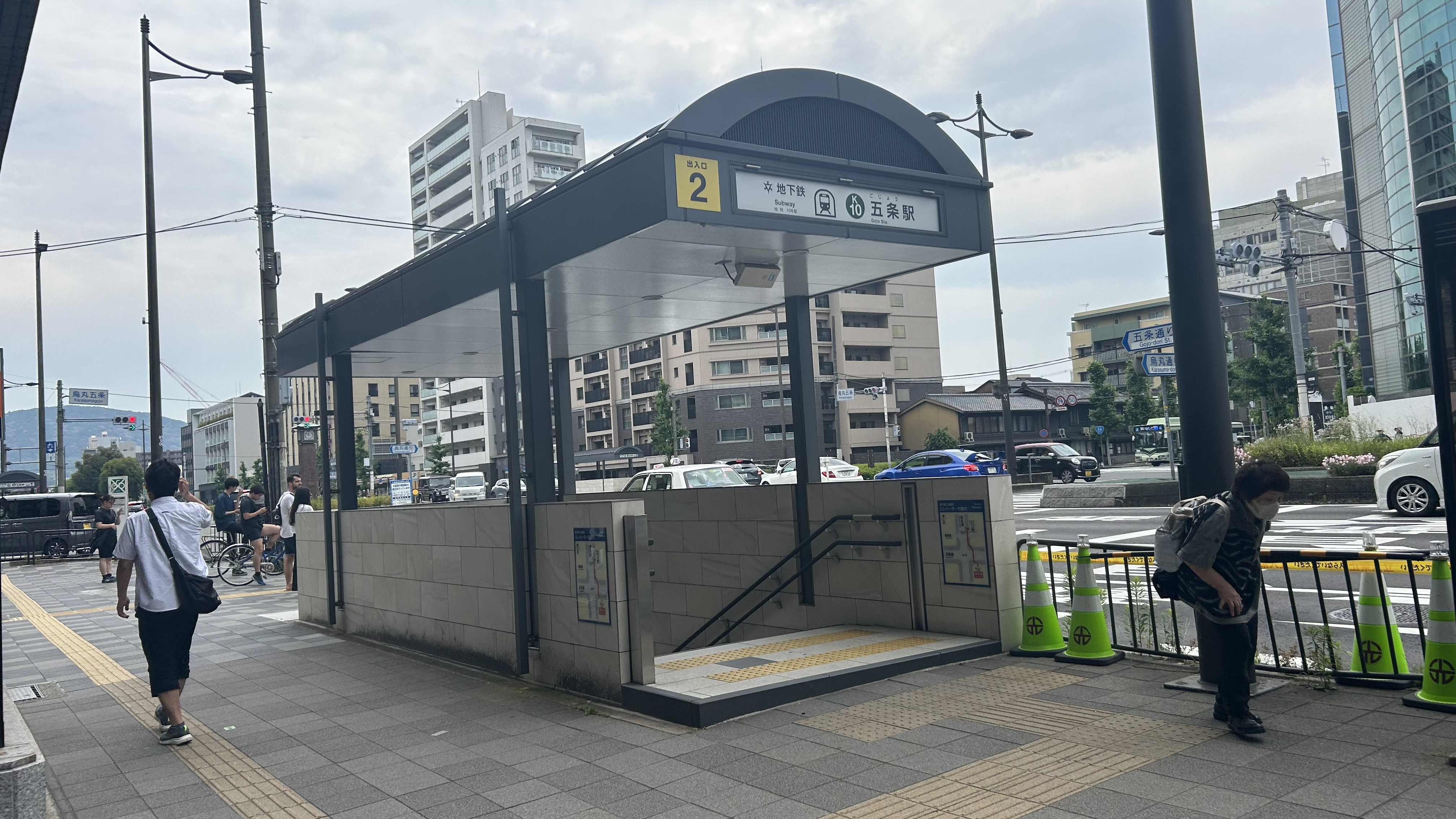
2番出入口
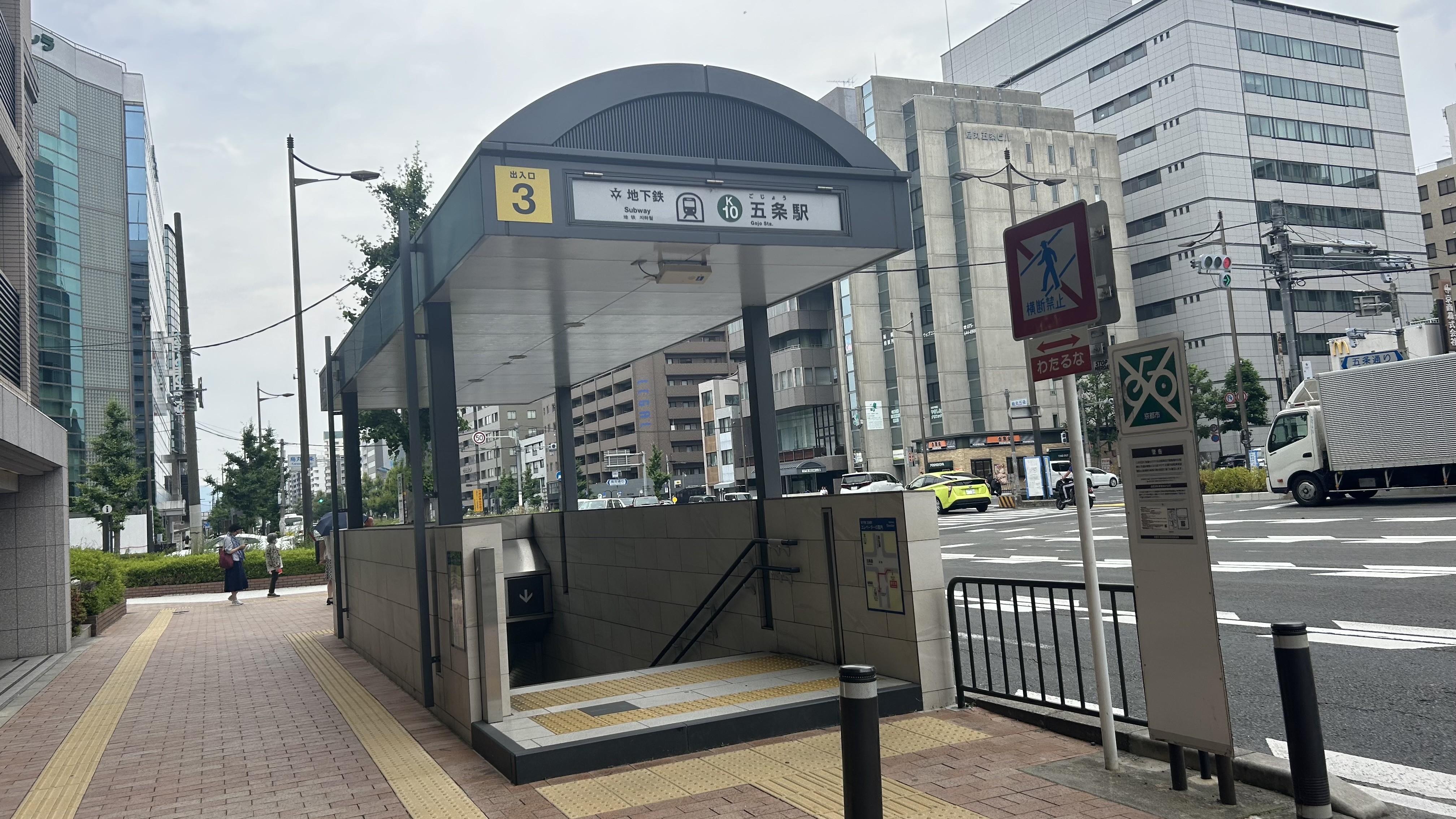
3番出入口
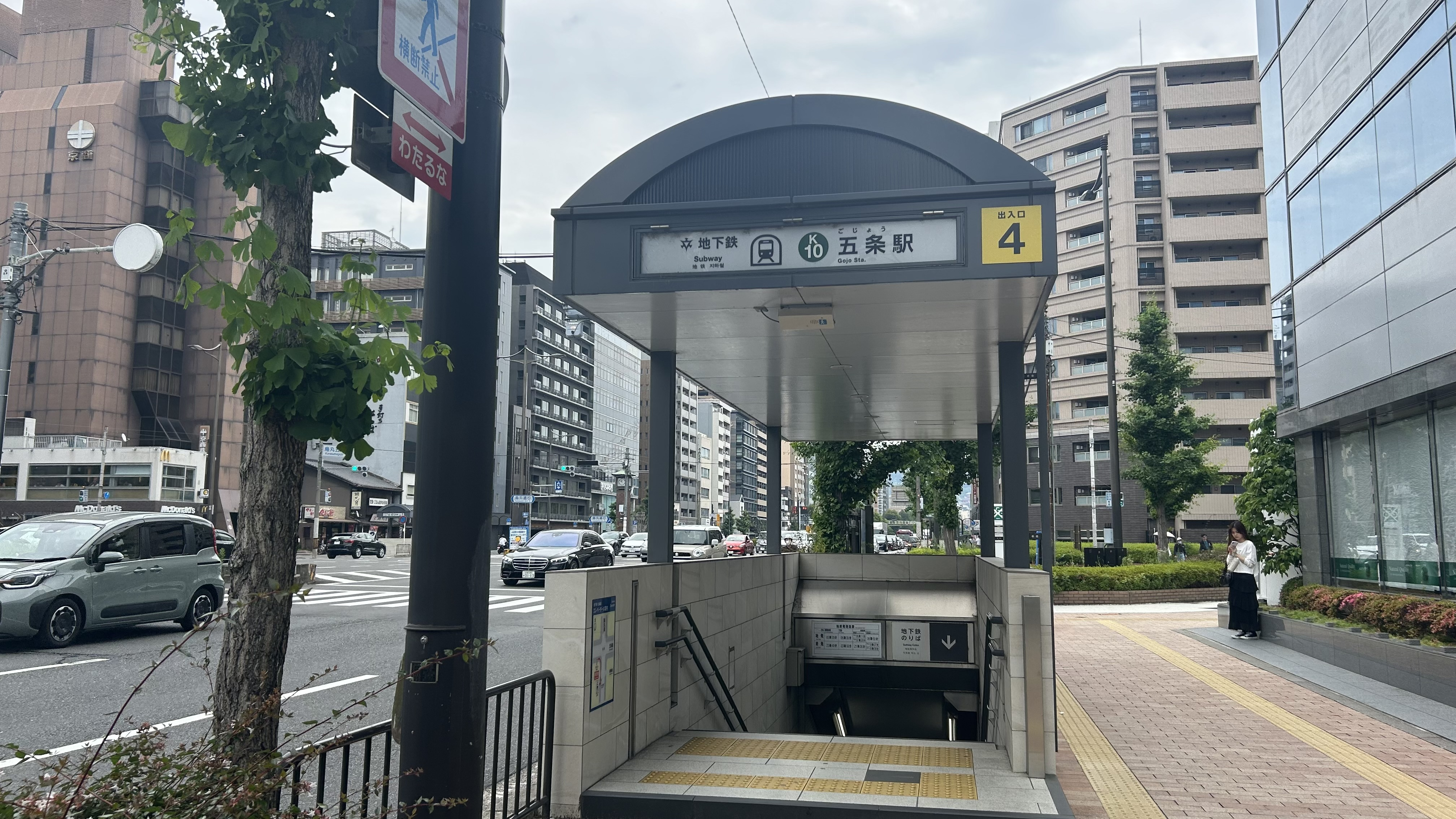
4番出入口
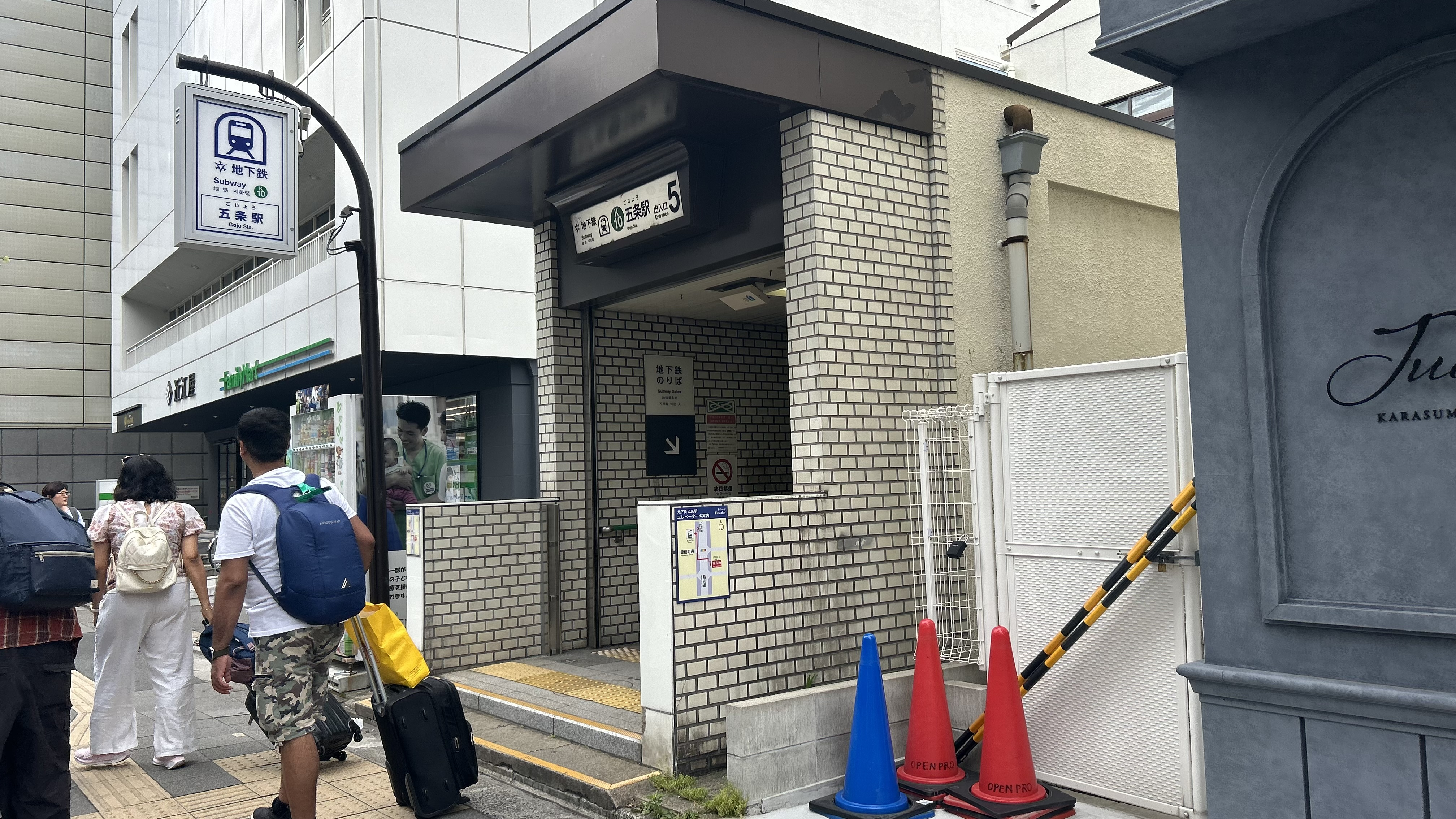
5番出入口
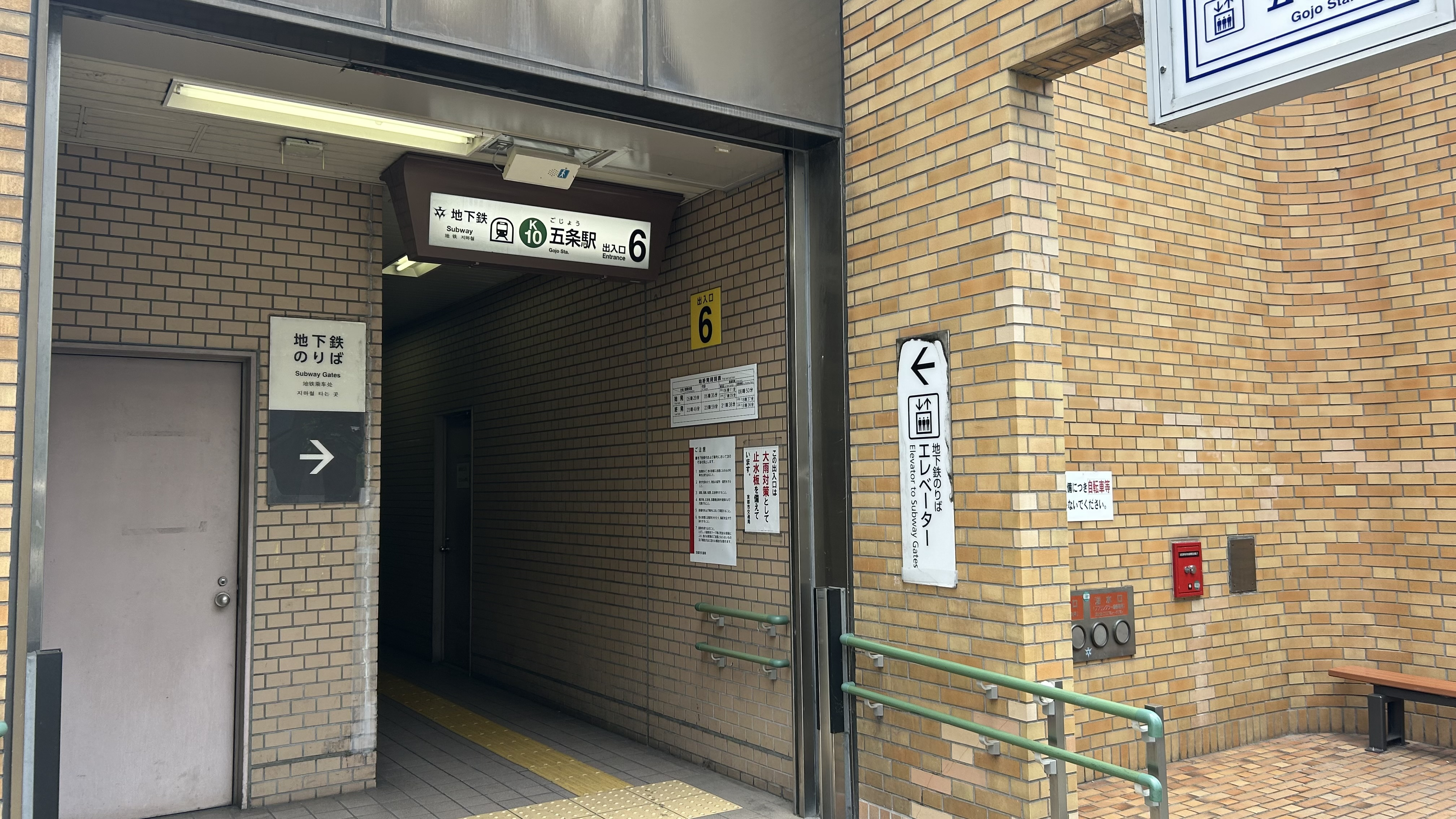
6番出入口
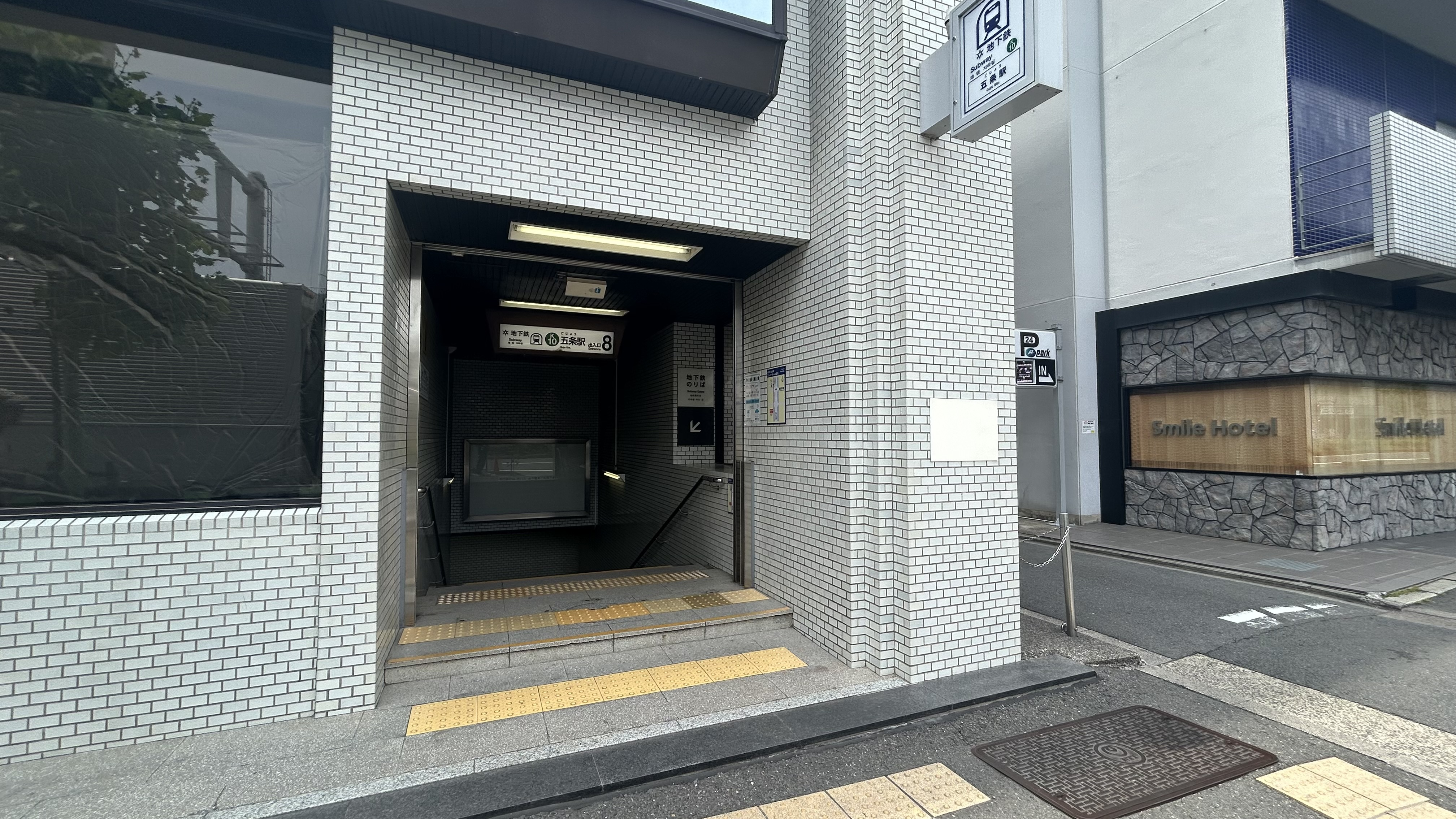
8番出入口

## 利用状況
2024年（令和6年）度の1日平均乗降人員は18,897人である。
各年度の1日平均乗車・乗降人員数は下表のとおり。
| 年度               | 1日平均 乗降人員 | 1日平均 乗車人員 | 出典   |
| ------------------ | ---------------- | ---------------- | ------ |
| 1998年（平成10年） |                  | 5,234            | [ 8 ]  |
| 1999年（平成11年） | 10,788           | 5,371            | [ 9 ]  |
| 2000年（平成12年） | 11,057           | 5,500            | [ 10 ] |
| 2001年（平成13年） | 11,647           | 5,789            | [ 11 ] |
| 2002年（平成14年） | 11,713           | 5,825            | [ 12 ] |
| 2003年（平成15年） | 11,829           | 5,886            | [ 13 ] |
| 2004年（平成16年） | 11,769           | 5,868            | [ 13 ] |
| 2005年（平成17年） | 11,858           | 5,919            | [ 13 ] |
| 2006年（平成18年） | 11,806           | 5,913            | [ 13 ] |
| 2007年（平成19年） | 11,563           | 5,785            | [ 14 ] |
| 2008年（平成20年） | 11,621           | 5,828            | [ 14 ] |
| 2009年（平成21年） | 11,391           | 5,711            | [ 14 ] |
| 2010年（平成22年） | 11,251           | 5,647            | [ 14 ] |
| 2011年（平成23年） | 11,310           | 5,676            | [ 14 ] |
| 2012年（平成24年） | 11,392           | 5,717            | [ 15 ] |
| 2013年（平成25年） | 11,955           | 6,000            | [ 15 ] |
| 2014年（平成26年） | 12,461           | 6,253            | [ 15 ] |
| 2015年（平成27年） | 13,237           | 6,644            | [ 15 ] |
| 2016年（平成28年） | 13,852           | 6,953            | [ 16 ] |
| 2017年（平成29年） | 14,360           | 7,208            | [ 17 ] |
| 2018年（平成30年） | 14,843           | 7,451            | [ 18 ] |
| 2019年（令和元年） | 14,814           | 7,436            | [ 19 ] |
| 2020年（令和02年） | 10,597           | 5,319            | [ 20 ] |
| 2021年（令和03年） | 11,570           | 5,814            | [ 21 ] |
| 2022年（令和04年） | 14,436           | 7,282            | [ 21 ] |
| 2023年（令和05年） | 17,659           | 9,125            | [ 21 ] |
| 2024年（令和06年） | 18,897           |                  | [ 7 ]  |

## 駅周辺
烏丸五条から四条烏丸を経て烏丸御池までの烏丸通は、京都を代表するビジネス街である。また烏丸五条は四条烏丸と京都駅のほぼ中間に位置しており、この地は鉄道は地下鉄烏丸線、JR、阪急、京阪、近鉄が徒歩15分圏内に揃う京都でも類を見ない場所である。
公共・文教施設・郵便局・商業施設など
- 五条通以北
  - 京都府下京警察署（四条駅と五条駅の中間地点）
  - 京都市立下京図書館
  - 日本漢字能力検定協会本部
  - 京都若宮松原郵便局
  - 大泉寺
  - フレスコ 五条店

- 五条通以南
  - 東本願寺（真宗本廟）
  - 下京税務署
  - 京都市下京消防署
  - 京都市立下京中学校
  - 京都五条東洞院郵便局
  - 京都東本願寺前郵便局

立地する主な企業
- 五条通以北
  - 京都銀行本店
  - アイフル本社

- 五条通以南
  - サン・クロレラ本社
  - Reboot本社
  - 京進本社

### 烏丸五条交差点

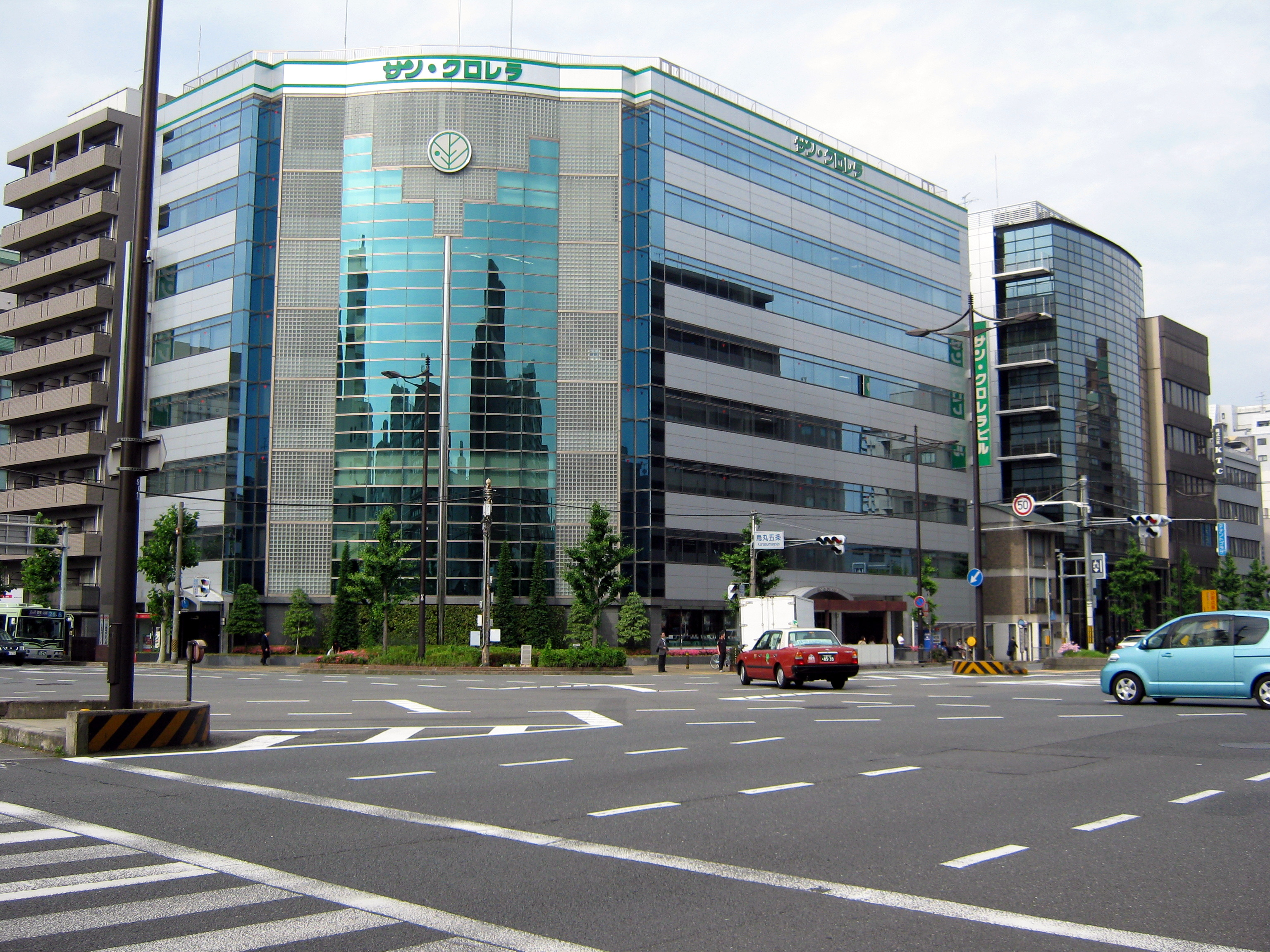
烏丸五条交差点（2010年6月）

駅の直上に烏丸五条（からすまごじょう、五条烏丸（ごじょうからすま）とも呼称）交差点が存在する。五条通（国道1号・国道8号・国道9号）と烏丸通（国道24号・国道367号）が交わり、国道9号・国道24号・国道367号の起点および国道8号の終点となっている。東へ国道8号、西へ国道9号が延びるが、東西方向には国道1号が重複しているため、法令上は4方向に異なる番号の国道が延びる交差点でありながら、見た目の上（実延長区間）では国道1号と国道24号（南方向）、国道367号（北方向）の交差点となっている。

### バス路線
最寄りのバス停は、烏丸五条（地下鉄五条駅）である。
- 京都市営バス（市バス）
  - 5系統：京都駅行／平安神宮・銀閣寺 岩倉操車場行
  - 26系統:京都駅行／北野白梅町 御室・山越行
  - 43系統:四条烏丸行／五条通 久世橋東詰行
  - 73系統:西京極 洛西バスターミナル行／京都駅行
  - 80系統:五条坂 祇園・四条河原町行／西京極 太秦天神川駅行

- 京都バス
  - 17系統:四条河原町・三条京阪・出町柳駅・花園橋・八瀬駅 経由 大原行／京都駅行
  - 特17系統:四条河原町・三条京阪・出町柳駅・花園橋・国際会館駅・八瀬駅 経由 大原行
  - 51系統:比叡山頂行／京都駅行（比叡山ドライブウェイバス）
  - 72系統:太秦広隆寺（映画村） 経由 嵐山・清滝行／京都駅行
  - 73系統:太秦広隆寺（映画村） 経由 嵐山・苔寺すず虫寺行／京都駅行
  - 75系統:太秦広隆寺（映画村） 経由 有栖川行／京都駅行
  - 76系統:太秦広隆寺（映画村） 経由 阪急嵐山駅行／京都駅行
  - 81系統:京都駅行
  - 83系統:五条通・太秦天神川駅 経由 嵐山・苔寺すず虫寺行

- 京阪バス
  - 82系統:大宅行／四条大宮行
  - 93・95系統:京都市役所前 経由 醍醐バスターミナル行
  - 311系統:大宅行／京都駅八条口行
  - 312系統:醍醐バスターミナル・京阪六地蔵行／京都駅八条口行

- 京阪京都交通
  - 21系統：京大桂キャンパス 桂坂中央行／京都駅行
  - 21A系統：京大桂キャンパス 桂坂中央・京都成章高校前行／京都駅行
  - 27系統：沓掛西口 桂坂中央行／京都駅行

### 違法駐輪対策
烏丸通、五条通とも国道のため、違法駐輪された自転車については道路管理者（国土交通省）による対策がなされてきた。しかし7日間程度放置された車両のみを撤去対象としていたため、対策が追いついていない実情があった。このため、2010年9月からは放置期間にかかわらず対策を行なう（即時撤去）ことが公表され、同月2日には違法駐輪されていた自転車が即時撤去された。なお、一連の対策については京都市内の他の地点（国道と近接して立地する駅の周辺）でも行なわれ、費用は国費でまかなわれている。

## 隣の駅
京都市営地下鉄
 烏丸線
四条駅 (K09) - 五条駅 (K10) - 京都駅 (K11)
- 括弧内は駅番号を示す。